# Hafid Marbou
 (janvier 2022).
Il peut être nécessaire de l'améliorer pour respecter le principe de neutralité de point de vue. 

 (janvier 2022).
 (janvier 2022).
 (janvier 2022).
La mise en forme du texte ne suit pas les recommandations de Wikipédia : il faut le « wikifier ».
Les points d'amélioration suivants sont les cas les plus fréquents :
- Les titres sont pré-formatés par le logiciel. Ils ne sont ni en capitales, ni en gras.
- Le texte ne doit pas être écrit en capitales (les noms de famille non plus), ni en gras, ni en italique, ni en « petit »…
- Le gras n'est utilisé que pour surligner le titre de l'article dans l'introduction, une seule fois.
- L'italique est rarement utilisé : mots en langue étrangère, titres d'œuvres, noms de bateaux, etc.
- Les citations ne sont pas en italique mais en corps de texte normal. Elles sont entourées par des guillemets français : « et ».
- Les listes à puces sont à éviter, des paragraphes rédigés étant largement préférés. Les tableaux sont à réserver à la présentation de données structurées (résultats, etc.).
- Les appels de note de bas de page (petits chiffres en exposant, introduits par l'outil «  Source ») sont à placer entre la fin de phrase et le point final[comme ça].
- Les liens internes (vers d'autres articles de Wikipédia) sont à choisir avec parcimonie. Créez des liens vers des articles approfondissant le sujet. Les termes génériques sans rapport avec le sujet sont à éviter, ainsi que les répétitions de liens vers un même terme.
- Les liens externes sont à placer uniquement dans une section « Liens externes », à la fin de l'article. Ces liens sont à choisir avec parcimonie suivant les règles définies. Si un lien sert de source à l'article, son insertion dans le texte est à faire par les notes de bas de page.
- La présentation des références doit suivre les conventions bibliographiques. Il est recommandé d'utiliser les modèles {{Ouvrage}}, {{Chapitre}}, {{Article}}, {{Lien web}} et/ou {{Bibliographie}}. Le mode d'édition visuel peut mettre en forme automatiquement les références.
- Insérer une infobox (cadre d'informations à droite) n'est pas obligatoire pour parachever la mise en page.

Pour une aide détaillée, merci de consulter Aide:Wikification.
Si vous pensez que ces points ont été résolus, vous pouvez retirer ce bandeau et améliorer la mise en forme d'un autre article.
 (janvier 2022).
 (janvier 2022).
Hafid Marbou (en arabe : حافظ مربو), né le 5 juin 1974 à Tiznit au sud du Maroc, est un artiste plasticien contemporain marocain, et professeur d’arts plastiques. Il vit et travaille à Agadir.

## Biographie[1]
Hafid Marbou est né à Tiznit, dans le sud du Maroc, en 1974. Il s’est passionné pour le dessin et le monde de la création depuis son enfance. À l’âge de seize ans, et après avoir passé ses années du collège dans sa ville natale, il termine sa scolarité à Marrakech au lycée Hassan II, en optant pour les arts plastiques. Il obtient le baccalauréat en 1994. Après son admission à l’école des beaux-arts de Tétouan, il intègre le centre pédagogique régional de Marrakech et devient professeur d’arts plastiques. Tiznit influence grandement son travail artistique. On y trouve les caractéristiques et les couleurs de son milieu géographique, sa nature sèche et aride, qu’il présente par son style artistique. Un style qui l’assiste dans l’idée de réexplorer l’histoire et l’identité amazighes dont regorgent les récits collectifs oraux et les traces culturelles immatérielles. Il concentre ses réflexions autour de la revalorisation de la mémoire et de la culture populaires dans des travaux qui dépassent l’aspect traditionnel et folklorique. Il met ainsi en lumière de nombreuses coutumes et traditions amazighes menacées de disparition, alors qu’elles constituent une composante essentielle de l'identité marocaine, vu sa diversité et de son originalité.

## Œuvres
Après sa première exposition en 1996, ses œuvres ont été largement exposées à travers le monde, après s'être perfectionné dans des résidences en Hollande, France, Espagne, Roumanie, au Maroc et à Tunisie. Ses expositions solo ont lieu à la Galerie Noir sur blanc – Marrakech, Le sous-sol art gallery – Agadir, au Musée du patrimoine Amazigh d’Agadir,  Galerie Mohamed El Fassi – Rabat, au Musée d’art Arad – Roumanie, Art Lounge Gallery – Sofitel – Agadir, et a  l’Institut français d’ Agadir, entre autres. Il a participé à plusieurs expositions collectives au Musée Mohamed VI d'Art moderne et contemporain – Rabat, Artistes marocains à Dubai, Artorium - Fondation TGCC – Casablanca, Galerie 23, Amsterdam – Hollande, Foire d'art contemporain africain 1 :54, Galerie Noir sur blanc – Marrakech, Rencontre d'Art Méditerranéen –Espagne, Centre d’arts - Venlo –  Pays-Bas, Institut Cervantès -  Marrakech, Galerie Mohamed El Fassi – Rabat, Biennale d’art contemporain – Marrakech, ABSOLUTment Artiste,  Galerie Shart – Casablanca, Galerie Nationale Bab Rouah -  Rabat, Musée d’art Arad - Roumanie ,Galerie d’art la maison juste & Sous-sol art gallery - Paris...

## Expositions[10]

### Principales expositions personnelles
- 2020    Formes rêveuses, Sous-sol art gallery -Sofitel- Agadir[11]

- 2016    Interaction*2,  Institut français – Agadir[12]
- 2017    Galerie d’art la maison juste & Sous-sol art gallery, Paris

- 2015    Interaction, Galerie Noir sur blanc – Marrakech[13]

- 2014    Transitions, Galerie Mohamed El Fassi – Rabat[14]

- 2013    Travaux récents, Art Lounge Gallery – Sofitel - Agadir

- 2012    L’anatomie de la nature, Le sous-sol art gallery – Agadir

- 2009    Musée d’art Arad - Roumanie

- 2006    Travaux récents, Musée municipal –Agadir

### Principales expositions collectives
2021    
- Musée Mohamed VI d'Art moderne et contemporain, Rabat
- Galerie Bab El kébir, Rabat
- «Petits formats Amples sentiments» Le sous-sol art gallery , Agadir
- * 2020    «Artistes marocains à Dubai» Dubai design district, Dubai
- «Jouets d’artistes»  Galerie Noir sur blanc, Marrakech
- «Solid’Art» Fl'âme Art Gallery, Casablanca

2019
- TITN’ART  Artorium  Fondation TGCC, Casablanca
- Centre culturel «Les Etoiles de Souss», Agadir
- Brise du sud  Dar Cherifa, Marrakech
- Sédiments de voyage Aéroport Ménara,  Marrakech

2018    
- Palace Es Saadi Marrakech, Maroc
- Foire d'art contemporain africain 1:54 Galerie Noir sur blanc, Marrakech
- Galerie Fondation Mohammed VI, Rabat
- Rencontre d'Art Méditerranéen d'Alicante, Espagne

2017  
- Etoiles & Toiles, Artorium  Fondation TGCC, Casablanca
- Flore Maison des Arts  Lahkim Bennani  Edition d’art, Casablanca
- Centre d’arts Venlo, Pays-Bas
- Galerie Flore maison des arts, Casablanca
- Almazar Art Gallery, Marrakech
- Klimt Art Gallery, Casablanca
- Galerie d’art la maison juste & Sous-sol art gallery, Paris
- Galerie de la Fondation Mohammed VI, Rabat
- Sofitel Tour Blanche, Casablanca
- Ligue Marocaine Pour La Protection de L'Enfance, Kenitra

2016   
- Al Maghreb rencontre l’Europe  Musée d’Agadir
- Collectif espano-marocain, Institut Cervantès,  Marrakech
- Exposition de gravures   Espace BO Art&design, Agadir
- Salon Agadir d’art contemporain, Agadir
- Galerie Noir sur blanc, Marrakech

2015    
- Galerie 23, Amsterdam, Hollande
- Galerie IROK, Venlo, Hollande
- Galerie Noir sur blanc, Marrakech
- Institut français, Agadir
- Festival international des arts plastiques de Mahrès, Tunisie
- Traces, Salle d’expositions Dar Souiri, Essaouira
- Dessin Contemporain 85000  Maison de culture Kheireddine, Tiznit

2014    
- Galerie Mohamed El Fassi, Rabat
- Institut français, Agadir
- Le sous-sol art gallery, Agadir

2013   
- Institut royale de la culture amazigh, Rabat
- 35e  Moussem Culturel International d'Assilah
- Jad Art Galerie, Casablanca

2012    
- Carte Blanche Mahi Binbine,  CDG, Rabat
- L’anatomie de la nature, sous-sol art gallery, Agadir
- Art Lounge Gallery – Sofitel, Agadir

2011    
- Galerie Centre d'art de Venlo, Pays-Bas

2010    
- Donner pour Exister, Galerie Noir sur blanc, Marrakech
- Prix AMFA 2010,  Remp'Art Galerie, Marrakech
- Attention peinture fraîche,  sous-sol art gallery, Agadir
- Un tremblement de vie,  Le sous-sol art gallery, Agadir

2009    
- Musée d’art Arad, Roumanie
- Galerie Daniel Vignal –Toulouse, France

2008    
- Biennale d’art contemporain - Marrakech
- ABSOLUTment Artiste,  Galerie Noir sur blanc, Marrakech
- ABSOLUTment Artiste,  Galerie Shart, Casablanca
- Galerie Nationale Bab Rouah, Rabat
- Un seul espace, un seul rêve, Théâtre National M5, Rabat

2007   
- Plein Sud,  Galerie Bab El kébir, Rabat

2006    
- Horizon Bleu, Musée municipal, Agadir
- Centre culturel, Bojdour

2005    
- Maroc Avenir, Espace Expressions CDG, Rabat
- Première rencontre des Artistes professeurs, Agadir

2004    
- Galerie La médina d’Agadir
- Centre culturel Jamal Dorra, Agadir

2003   
- 44e  Salon de peinture / sculpture. Saint-denis, France

2002    
- Salle des expositions Théâtre de Verdure, Agadir

2001   
- Festival international Olhao, Portugal

2000   
- Première rencontre régionale de la jeune peinture, Agadir

1997    
- Première rencontre des jeunes plasticiens, Tiznit

1996    
- Galerie Bab Doukkala, Marrakech

### Collections
Son travail figure parmi les collections du musée national d’art contemporain de la Société Générale Marocaine (SGMB), de la Caisse de dépôt et de gestion (CDG), du ministère de la Culture ou encore celle de SAHAM Assurance, de l’université IBN ZOHR, de L'Institut royal de la culture amazighe (IRCAM) , Ministère de l’Éducation Nationale…et bien plus encore. 